# Emesis
Genre
Emesis est un genre d'insectes lépidoptères de la famille des Riodinidae et de la sous-famille des Riodininae. 
Ils résident en Amérique du Sud.

## Dénomination
Le genre a été nommé par Johan Christian Fabricius en 1807.

## Liste des espèces
- Emesis adelpha Le Cerf, 1958; présent en Bolivie.
- Emesis aerigera (Stichel, 1910)
- Emesis angularis Hewitson, 1870; présent en Équateur.
- Emesis ares (Edwards, 1882); présent en Arizona et au Mexique.
- Emesis arnacis Stichel, 1928; présent au Mexique.
- Emesis aurimna (Boisduval, 1870); présent au Guatemala et en Colombie.
- Emesis brimo Godman & Salvin, 1889; présent  à Panama, à Trinité-et-Tobago, en Colombie, en Bolivie et au Pérou.
- Emesis castigata Stichel, 1910; présent en Bolivie et au Pérou.
- Emesis cerea (Linnaeus, 1767); présent au Surinam et au Paraguay.
- Emesis condigna Stichel, 1925; présent au Brésil.
- Emesis cypria C. & R. Felder, 1861; présent au Mexique, en Colombie, en Bolivie, en Équateur, au Venezuela, à Trinité-et-Tobago,en Bolivie, au Pérou et au Brésil.
- Emesis diogenia Prittwitz, 1865; présent au Paraguay et au Brésil.
- Emesis elegia Stichel, 1929; présent au Brésil.
- Emesis emesia (Hewitson, 1867); présent au Mexique et au Nicaragua.
- Emesis eurydice Godman, 1903; présent en Équateur.
- Emesis fastidiosa Ménétriés, 1855; présent au Brésil.
- Emesis fatimella Westwood, 1851; présent au Costa Rica, en Colombie, au Surinam, en Bolivie et au Brésil.
- Emesis glaucescens Talbot, 1929; présent en Colombie.
- Emesis guttata (Stichel, 1910; présent en Argentine et au Brésil.
- Emesis heteroclita Stichel, 1929; au Pérou.
- Emesis heterochroa Hopffer, 1874; présent en Bolivie et au Pérou.
- Emesis liodes Godman & Salvin, [1886]; présent  au Mexique.
- Emesis lucinda (Cramer, [1775])); présent  au Mexique, au Costa Rica, en Guyane, au Surinam et en Colombie.
- Emesis lupina Godman & Salvin, [1886]; présent  au Mexique, au Costa Rica,au Venezuela et au Brésil.
- Emesis mandana (Cramer, [1780]); présent  au Mexique, au Costa Rica, en Guyane, au Surinam
- Emesis neemias Hewitson, 1872; présent au Brésil.
- Emesis ocypore (Geyer, 1837); présent au Mexique, en Colombie, en Équateur, en Bolivie, au Pérou et au Brésil.
- Emesis orichalceus Stichel, 1916; présent en Bolivie
- Emesis poeas Godman, [1901]; présent  au Mexique
- Emesis russula Stichel, 1910; présent en Bolivie et au Brésil.
- Emesis satema (Schaus, 1902); présent au Brésil.
- Emesis saturata Godman & Salvin, [1886]; présent  au Mexique
- Emesis sinuata Hewitson, 1877; présent en Équateur.
- Emesis spreta Bates, 1868; présent au Brésil.
- Emesis tegula Godman & Salvin, [1886]; présent au Mexique, au Guatemala, au Nicaragua, à Panama et en Colombie.
- Emesis temesa (Hewitson, 1870); présent en Équateur et au Pérou.
- Emesis tenedia C. & R. Felder, 1861; présent au Mexique, en Équateur, au Venezuela  et en *Colombie
- Emesis toltec Reakirt, 1866; présent au Mexique
- Emesis vimena Schaus, 1928; présent au Mexique, au Guatemala et à Panama.
- Emesis vulpina Godman & Salvin, [1886]; présent  au Mexique.
- Emesis xanthosa (Stichel, 1910)
- Emesis zela Butler, 1870; présent en Arizona, au Mexique, au Venezuela et en Colombie.

### Source
- Emesis surfunet